# 合肥建投集团
合肥市建设投资控股（集团）有限公司（英文：Hefei Construction Investment and Holding Co., Ltd，简称：合肥建投集团）成立于2006年6月，是合肥市人民政府国有资产监督管理委员会监管的合肥市属国有企业，由原合肥城建投资控股有限公司、合肥市建设投资公司、合肥市交通投资控股有限公司合并组建。公司主要从事城市基础设施建设投融资、重大战略性新兴产业投资、授权范围内国有资产经营管理和资本运作以及工程项目建设等。集团现有全资及参控股企业28家，其中上市公司二家：合肥百货和丰乐种业。
2016年，公司实现营业收入186.10亿元，利润总额43.93亿元，净利润30.25亿元。